# Helmut Pick
Helmut Pick (* 1929 in Köln; † 24. September 2006 in Wasserburg am Inn) war ein deutscher Schauspieler.

## Leben und Werk
Seinen künstlerischen Schwerpunkt sah er vor allem im Theater und im Hörspiel.
Helmut Pick, der in Köln geboren wurde, gehörte von 1976 bis 2001 dem Ensemble der Münchner Kammerspiele an, bevor er durch einen Wechsel des Intendanten Dieter Dorn 2001 mit diesem ans Bayerische Staatsschauspiel kam. Obwohl er ein starkes Potential zu Hauptrollen hatte, gab er meist kleinen und mittleren Rollen mit seiner prägnanten bis skurrilen Persönlichkeit eine besondere Farbe, was ihn zu einem unverzichtbaren Ensemblemitglied werden ließ. Natürlich waren daher die Sonderlinge, die komischen Käuze, die schrulligen Eigenbrötler und schrägen Vögel seine besondere Spezialität. Aber jedes Mal waren die Menschen, die er auf der Bühne spielte, vielsagend, indem er hinter ihrer äußeren Fassade immer noch eine zweite und dritte Ebene vermuten ließ. Auch als Synchronschauspieler trat Pick in Erscheinung. So lieh er u. a. Michel Serrault und Ian Richardson seine Stimme.
Im Fernsehen wurde er als Vater des Dr. Markus Paul Specht in der Serie Unser Lehrer Doktor Specht bekannt. Fritz Bachschmidt verkörperte in der ersten Staffel Spechts totgeglaubten Vater Oswald. Mit Bachschmidts Tod verstarb in der Serie auch Oswald Specht. Später stellt sich heraus, dass nicht er, sondern sein Bruder Alfons Spechts tatsächlicher Vater ist. Helmut Pick spielt den Alfons Specht bis zum Ende der Serie.

## Filmografie (Auswahl)
- 1977: Der Alte – (Folge 1: Die Dienstreise) – Pilotfilm der Fernsehserie
- 1977: Der Alte – (Folge 2: Jack Braun)
- 1991–1999: Unser Lehrer Doktor Specht
- 1996: Derrick - (Frühstückt Babette mit einem Mörder?)
- 1997: Derrick – (Die Nächte des Kaplans)

## Theaterrollen (Auswahl)
Münchner Kammerspiele:
- Sonntagskinder von Gerlind Reinshagen: Ludwig Wöllmer (1976)
- Germania Tod in Berlin von Heiner Müller: Betrunkener, Minister(1978)
- Ich wollte, meine Tochter läge tot zu meinen Füßen und hätte die Juwelen in den Ohren von George Tabori: Shylock, Graziano (1978)
- Dantons Tod von Georg Büchner: Mercier (1980)
- Platonow von Anton Tschechow: Abram Abramowitsch Wengerowitsch (1981)
- Merlin von Tankred Dorst: Sir Girflet (1982)
- Ein Klotz am Bein von Georges Feydeau: Monsieur Gontran de la Cheneviette (1983)
- Nathan der Weise von Gotthold Ephraim Lessing (Regie: Fritz Marquardt)(1984)
- Die Troerinnen des Euripides von Walter Jens: Menelaos (1985)
- Penthesilea von Heinrich von Kleist: Adrast (1987)
- Frauen vor Flußlandschaft von Heinrich Böll: Fritz Blaukrämer (1988)
- Im Dickicht der Städte von Bertolt Brecht: C. Maynes (1988)
- Und Pippa tanzt! von Gerhart Hauptmann: Tagliazoni (1988)
- Die Minderleister von Peter Turrini: Schmelzer (1989)
- Schlußchor von Botho Strauß: Chor, Rudolf (1991)
- Die Perser nach Aischylos von Mattias Braun: Mann aus der Stadt (1993)
- Der dumme Junge von Jeremy Weller: Der Sozialarbeiter (1994)
- Prinz Friedrich von Homburg von Heinrich von Kleist: Ein Hofkavalier (1995)
- Das Gleichgewicht von Botho Strauß: Carsten (1996)
- Cymbelin von William Shakespeare: Philario (1998)
- Der Weltverbesserer von Thomas Bernhard: Dekan (2000)

Bayerisches Staatsschauspiel:
- Der Kaufmann von Venedig von William Shakespeare – Regie: Dieter Dorn – Der Herzog von Venedig – 11. Oktober 2001 Residenz Theater
- Der Narr und seine Frau heute abend in Pancomedia von Botho Strauß – Regie: Dieter Dorn – Ein älterer Mann, Der Nachtportier, Onkel Bernd – 24. April 2002 Residenz Theater
- Der Bauer als Millionär von Ferdinand Raimund – Regie: Franz Xaver Kroetz – Der Neid, Afterling – 28. Juni 2002 Residenz Theater
- Titus Andronicus von William Shakespeare – Regie: Elmar Goerden – Ein Clown – 26. Oktober 2002 Residenz Theater
- Der Weltverbesserer von Thomas Bernhard – Regie: Antoine Uitdehaag – Dekan – 13. Dezember 2002 Cuvilliés-Theater (Übernahme der Inszenierung aus den Münchner Kammerspielen)
- Das Friedensfest von Gerhart Hauptmann – Regie: Thomas Langhoff – Friebe – 19. Dezember 2002 Residenz Theater
- Die Wände von Jean Genet – Regie: Dieter Dorn – Der Flötenspieler, Das Akademiemitglied – 28. Mai 2003 Residenz Theater
- Prominentenball von Georg Ringsgwandl – Regie: Herbert Waldorf – Regie: Georg Ringsgwandl- 19. März 2004 Residenz Theater
- Maß für Maß von William Shakespeare – Regie: Dieter Dorn – Frater Thomas – 27. Mai 2004 Residenz Theater
- Herzog Theodor von Gothland von Christian Dietrich Grabbe – Regie: Tina Lanik – Graf Skiold – 9. Oktober 2004 Residenz Theater
- Brand von Henrik Ibsen – Regie: Thomas Langhoff – Ein Bauer – 13. April 2006 Residenz Theater

## Hörspielrollen (Auswahl)
- Rot und Schwarz – Autor: Stendhal – DLR/ORF 2004
- Der Mord an Suzy Pommier – Autor: Emmanuel Bove – HR 2003
- Zorro – Der Fluch von Capistrano – Autor: Johnston McCulley – BR 1999
- Das magische Labyrinth 1: Nichts geht mehr – Autor: Max Aub – BR 1999
- Indisches Nachtstück – Autor: Antonio Tabucchi – BR 1997
- G.F.R.G. – GmbH für religiöse Gründungen – Autor: Carl Einstein – BR/HR/NDR 1993
- Der letzte Detektiv 21: Attentat – Autor: Michael Koser – BR 1991
- Gift – Autor: Ingomar von Kieseritzky – BR 1989
- Die Nacht des Schicksals – Autor: Robert Namias – SDR 1987